# 葛建初
葛建初（？—？），山东濮州（今山东范县）人，是一名清朝政治人物。举人出身。
葛建初曾于1784年接替赵源治任嘉定县知县一职，1785年由罗士韦接任。